# Юзя
«Юзя» — мінеральна вода Трускавця. 

## Назва

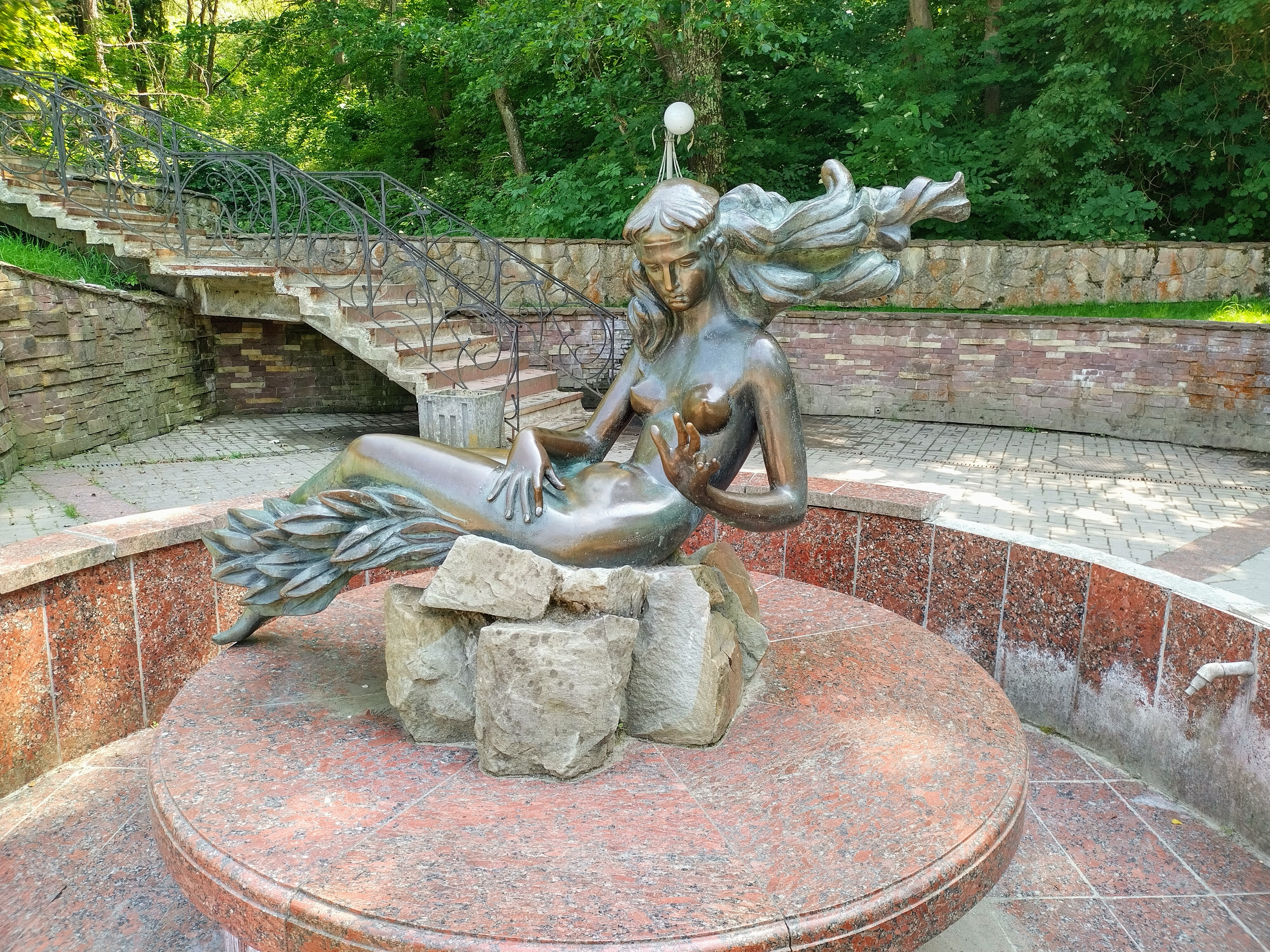
Скульптура Юзі.

За однією з легенд у передгір'ях Карпат жила дівчина Юзя. Вона була не товариська, сором'язлива, до того ж обділена вродою. Жила вона у самоті, йшла в гори, пасла худобу і зайвий раз не з'являлася на люди. Юзі частенько доводилось ночувати у лісі, тому зранку вона вмивалася у лісовому джерелі. Одного разу повернувшись додому, її ніхто не впізнав, оскільки Юзя перетворилася в красуню. Коли люди виявили це джерело, то назвали її іменем дівчини — «Юзя». 
За іншою, жив собі столяр на ім'я Іштван. Він одружився з красунею Сюзанною. Щоб забезпечити родину Іштван важко працював, їздив на заробітки. Одного разу повернувшись додому Іштван побачив молодих чоловіків, з якими весело проводила час його дружина. Іштван розгнівався та пішов жити у ліс. Одного разу в лісі він зустрів чарівну лісову мавку Юзю. Побачивши його, вона почала втікати. Іштван пішов за нею та впав у яр, втративши свідомість. Отямившись Іштван побачив Юзю, яка плакала над ним. Сльози Юзі повернули Іштвану життя, а з ними молодість та красу. Молоді люди покохали один одного. 
Минули роки, Сюзанна, яка вже стала старою бабою, почала шукати свого чоловіка. У лісі Сюзанна побачила його молодим хлопцем та з іншою жінкою. Закохані допомогли бабусі, не підозрюючи, що це Сюзанна, але вона підсунула Іштвану гадюку, яка його вкусила. Помираючи чоловік зрозумів, що це зробила його дружина. Юзя гірко плакала за коханим. І хоч вона була безсмертною, не захотіла далі жити без Іштвана. Вона віддала своє вічне життя Сюзанні, а сама померла. А на ранок на тому місці де лежали закохані з'явились два кришталево чистих джерела, з яких витікала цілюща вода. Розповідають, що коли люди приходять до джерела, інколи бачать стареньку, яка приходить сюди з надією таки помитися та омолодитися, проте «Юзя» не повертає їй ані молодості, ані вроди.

## Утворення та розташування

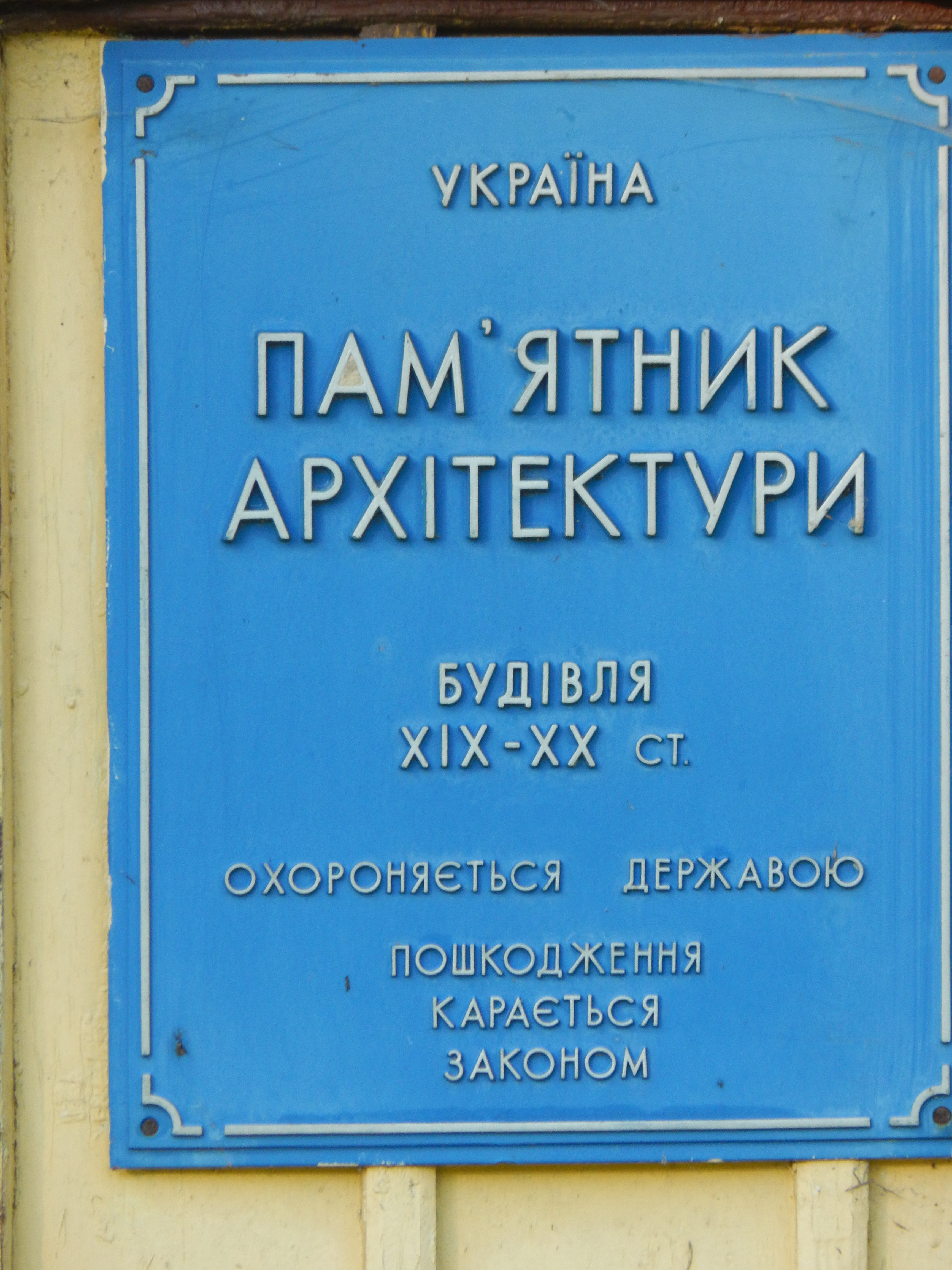
Табличка на надкапажному будинку джерела «Юзя»

Мінеральна лікувальна вода «Юзя» утворюється завдяки атмосферним опадам а також талій воді від снігопадів, що проникають крізь верхні шари ґрунту з високим вмістом органічних речовин і на глибині 50 м утворюють водоносні горизонти. Тому запаси «Юзі» є практично невичерпні.
Геологічна область мінеральної води «Юзя» розміщена у внутрішній зоні Передкарпатського прогину та скибовій зоні Карпат. 

## Видобуток
Родовище «Юзі» залягає у верхній частині центру міста Трускавець, видобувається з джерела № 11 «Юзя» на глибині 50 м. 

## Хімічний склад
За своїм складом «Юзя» є слабомінералізованою гідрокарбонатно кальцієво-натрієво-магнієвою мінеральною водою, що містить до 40 мг/л вільної вуглекислоти, мінералізація 0,7 мг/л, зі слабким запахом сірководню. «Юзя» дуже схожа до «Нафтусі», але у неї відсутній нафтовий запах та смак — притаманний Нафтусі, що пояснюється іншим походженням її органічних складників. 
Мінеральна вода «Юзя» містить велику кількість органічних речовин, вуглекислоту та кремнієву кислоту. 

## Лікувальні властивості
«Юзя» має відновлювані лікувальні властивості, що позитивно діють на функції суглобів та м'язів, підвищують загальний тонус мускулатури. Вона допомагає при нормалізації обміну речовин, підвищенні рівня молочної кислоти, поліпшенні кровопостачання шкіри, слизової шлунка та кишечника за рахунок розширення капілярів шлунково-кишкової стінки. Вирівнює кислотно-лужний баланс шкіри, запобігаючи утворенню інфекційних процесів на шкірі та розмноженню патогенних мікробів. Вона має сечогінну дію на організм людини. 
Мінеральну воду «Юзя» потрібно використовувати лише за призначенням фахівців. Через незначну кількість парафіну, що містить «Юзя», пити цю воду регулярно не рекомендується. Вживати всередину її можна по 150 — 200 грам за один прийом. 
Використовують в основному «Юзю» для зовнішнього застосування у вигляді зрошень, ванн, промивань, гідромасажу та інгаляцій. Застосування мінеральних вуглекислих та смарагдових ванн із Юзею дуже ефективні при хворобах серцево-судинної системи та супутніх їм хворобах. Ефективна «Юзя» при запорах.
При вмиванні, завдяки речовинам гліцеринового походження, «Юзя» пом'якшує шкіру, надає їй природного кольору, еластичності, гладкості та пружності. Вона зручна у використанні, оскільки довго не втрачає свої лікувальні властивості.
Зовнішнє застосування «Юзі» рекомендоване лікарями при цукровому діабеті та порушенні обміну речовин. 
На основі цієї води в Трускавці розроблені косметичні засоби по догляду за обличчям, руками, ногами.

## Галерея
В 80-х роках XX століття встановлено Паркову скульптуру виконану на Львівській експериментальній кераміко-скульптурній фабриці, автор Василюк Леонід Степанович

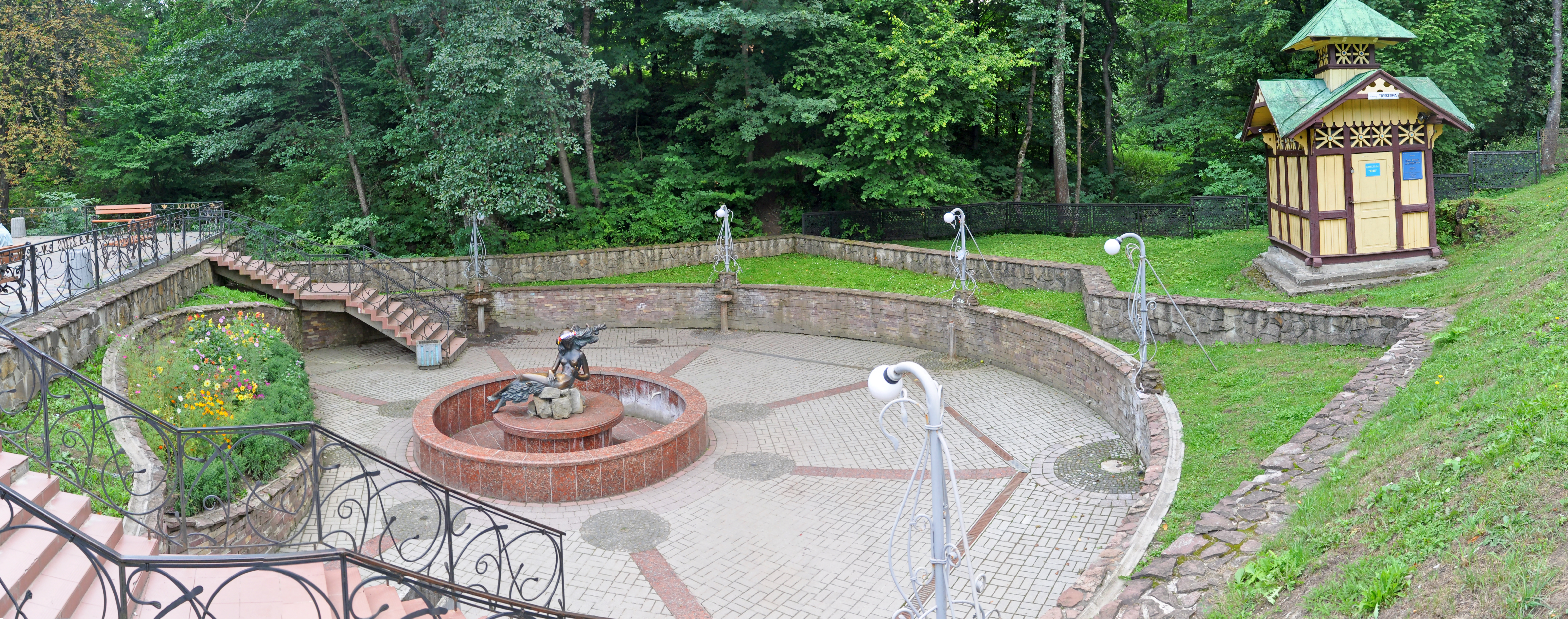
Панорамний вид
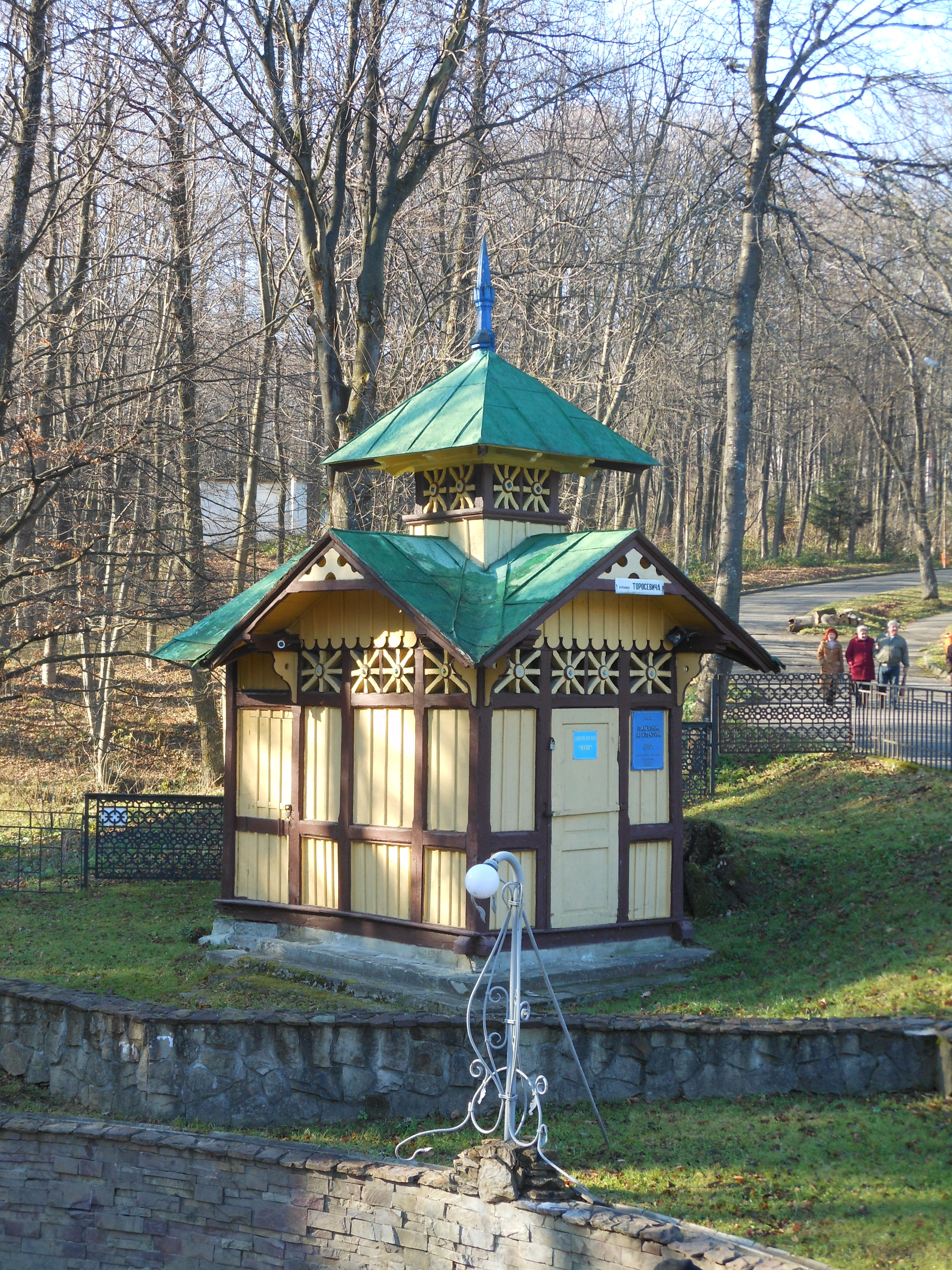
Надкапажний будинок
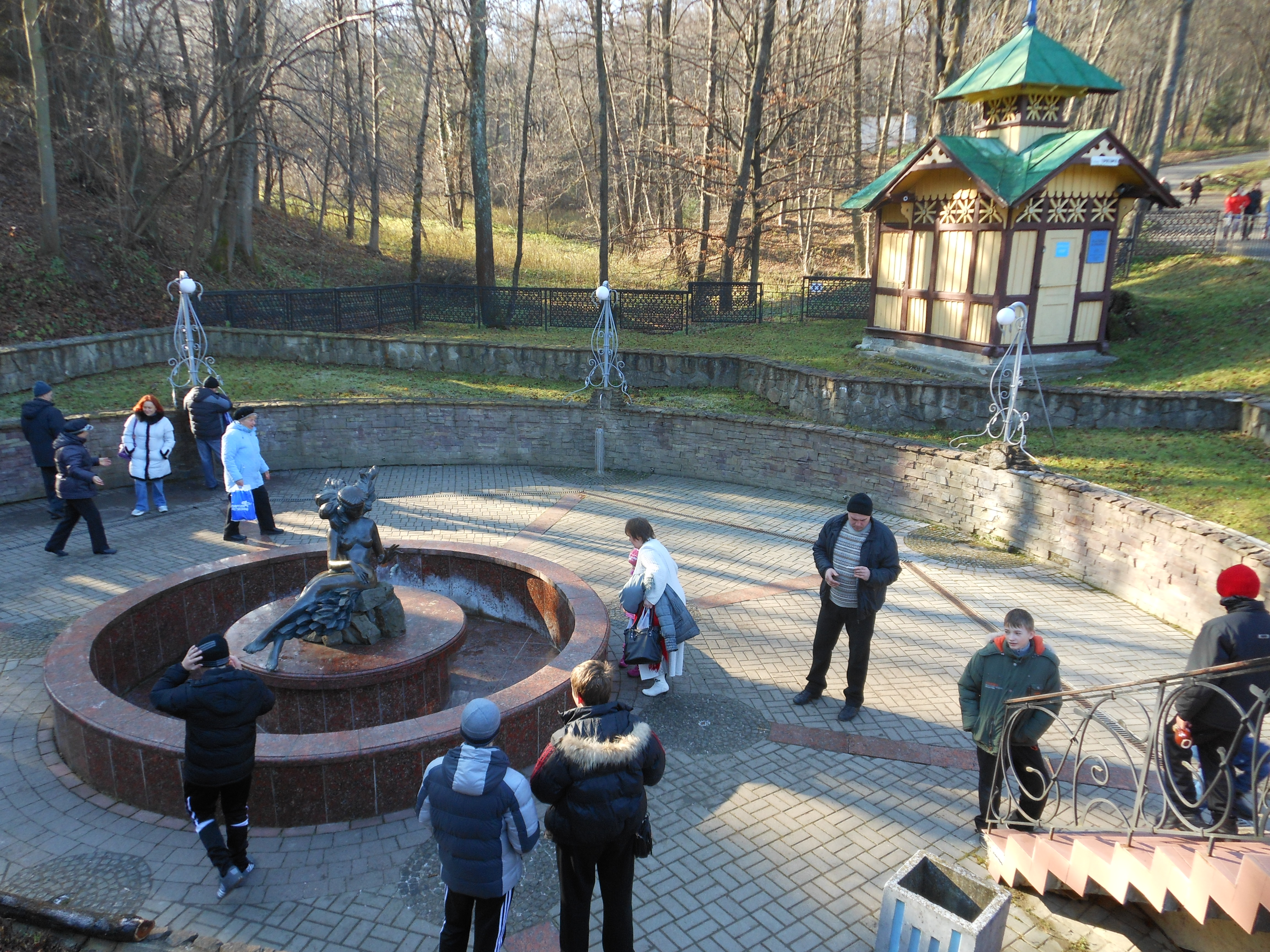
Відпочивальники біля джерела
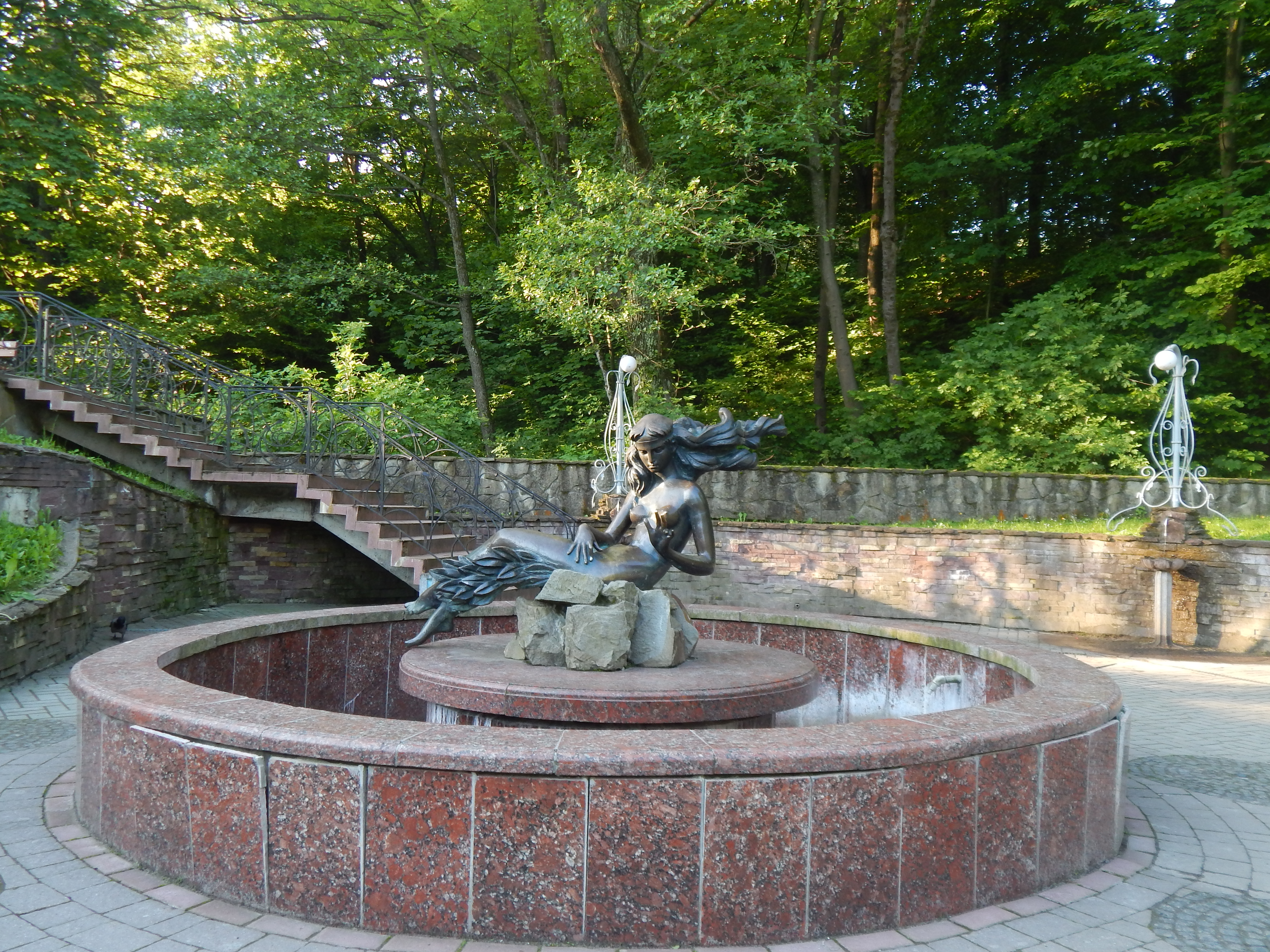
Скульптурна композиція
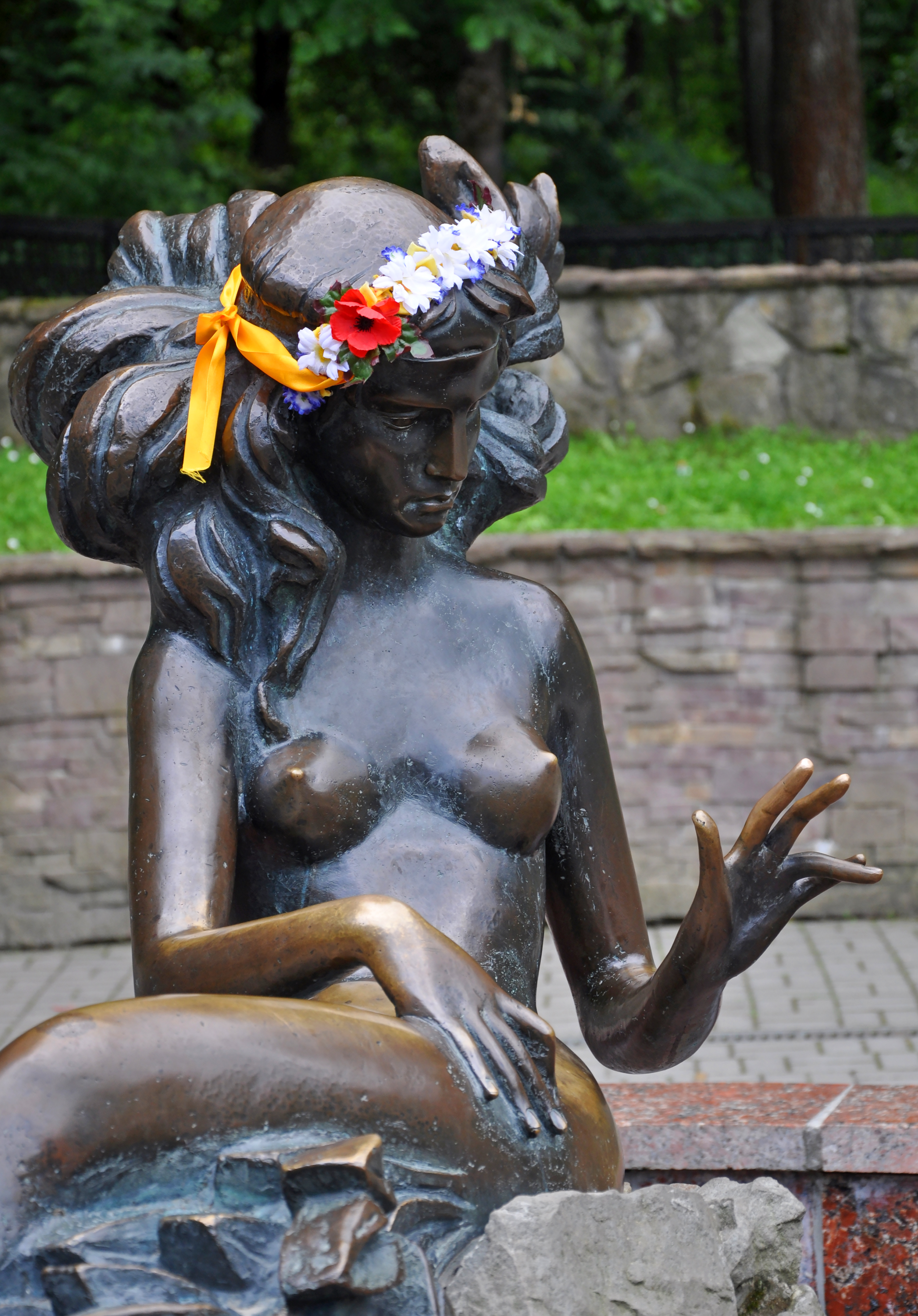
Скульптура Юзі (скульптор Леонід Василюк)
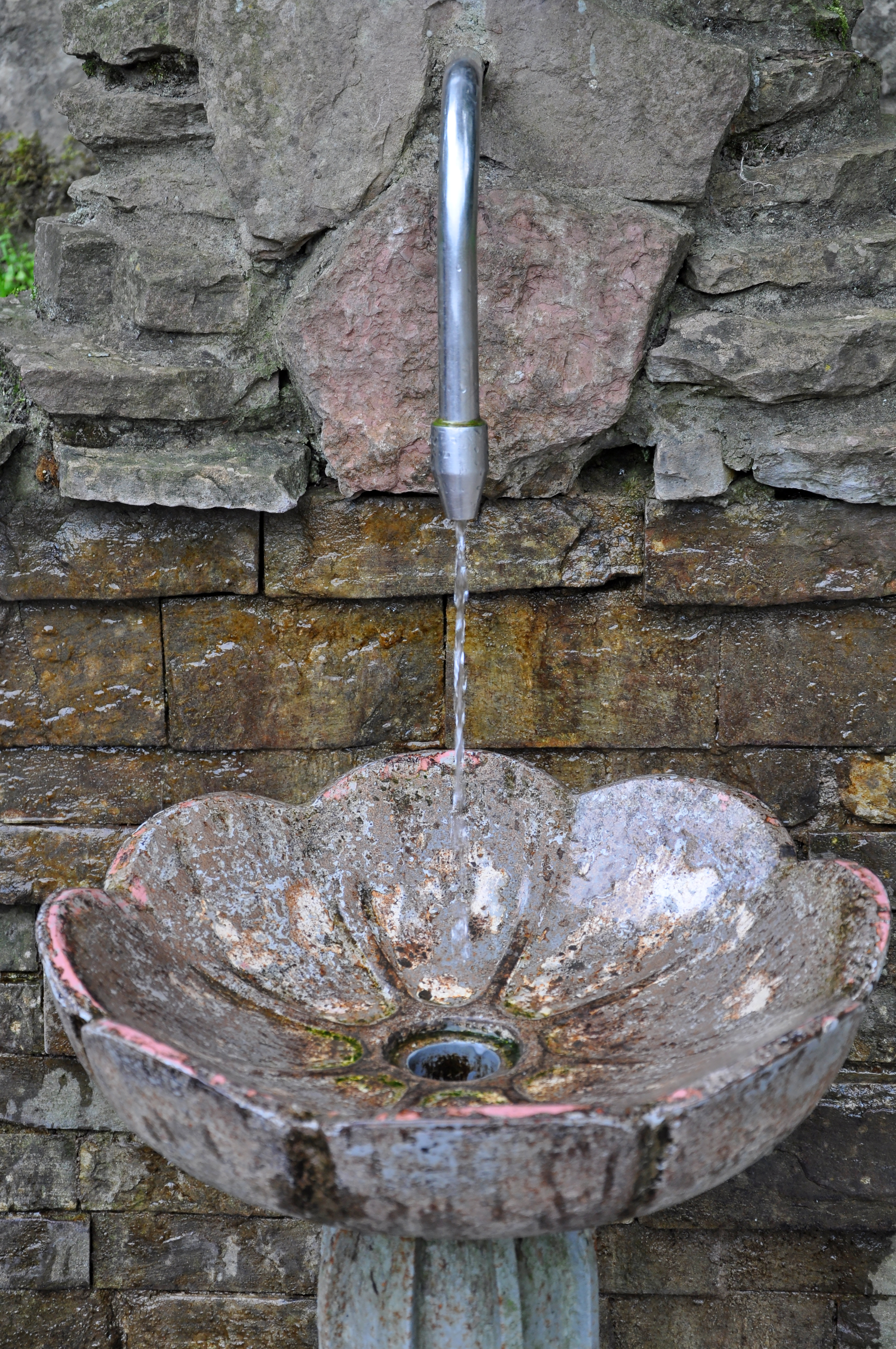
Джерело «Юзя»